# Untamed (minisèrie)
Untamed és una sèrie de televisió de drama i misteri de Netflix ambientada al Parc Nacional de Yosemite, i protagonitzada per Eric Bana i Sam Neill. Es va estrenar el 17 de juliol de 2025, amb subtítols en català.
La sèrie comença amb el descobriment d'un cos al parc nacional.
Sam Neill, Lily Santiago, Rosemarie DeWitt i Wilson Bethel es van unir al repartiment el juny de 2024.
El rodatge va començar a Vancouver el juny de 2024. Entre els llocs de rodatge hi havia Chip Kerr Park.